# Zlogona vas
Zlogona vas je naselje v Občini Oplotnica.